# Metovnica
Metovnica (cyr. Метовница) – wieś w Serbii, w okręgu borskim, w mieście Bor. W 2011 roku liczyła 1111 mieszkańców.